# Pierre Bourgault
Pierre Bourgault (East Angus, 23 de enero de 1934 - Montreal, 16 de junio de 2003) fue un político, profesor, comunicador, periodista y orador canadiense. 
Militante independentista, fue presidente del Reunión para la Independencia Nacional.
En 1992, tuvo un rol activo en el filme Léolo, elegido por el director Jean-Claude Lauzon, donde Bourgault fue mentor. Lauzon negó la elección por razones políticas.

## Obra
- Québec quitte ou double, 1970

- Oui à l'indépendance du Québec, 1977

- Le plaisir de la liberté, 1983

- Écrits polémiques 1960-1981, 1989

- Moi, je m'en souviens, 1989

- Maintenant ou jamais, entretiens, 1990

- La politique. Écrits polémiques, 1996

## Galardones
- 1983 - Prix Air Canada
- 1997 - Prix Georges-Émile-Lapalme
- 2000 - Prix Jules-Fournier
- 2001 - Prix Condorcet